# Raccontiraccolti
Racconti raccolti è il 28º album in studio del gruppo musicale italiano Nomadi, edito il 26 ottobre 2010 dalla Atlantic.

## Descrizione
L'album contiene 11 cover di altrettanti artisti italiani più Due re senza corona, bonus track del precedente disco in studio Allo specchio, prima di allora acquistabile solo su iTunes. Tra le altre, è da notare Autogrill, di Francesco Guccini: era dal 1979 che i Nomadi non reinterpretavano un pezzo di Guccini.

## Tracce
1. Hey man - featuring Zucchero Fornaciari; originariamente interpretata da Zucchero (4' 29")
2. L'isola che non c'è - originariamente interpretata da Edoardo Bennato (4' 08")
3. Monnalisa - originariamente interpretata da Ivan Graziani (4' 41")
4. La leva calcistica della classe '68 - originariamente interpretata da Francesco De Gregori (4' 09")
5. Piero e Cinzia / Redemption song - originariamente interpretate rispettivamente da Antonello Venditti e Bob Marley (5' 00")
6. Prima del temporale - testo di Enrico Ruggeri; musica di Luigi Schiavone; originariamente interpretata da Enrico Ruggeri (4' 07")
7. Stranamore (pure questo è amore) - originariamente interpretata da Roberto Vecchioni (4' 33")
8. Il giorno di dolore che uno ha - originariamente interpretata da Luciano Ligabue (4' 58")
9. Autogrill - originariamente interpretata da Francesco Guccini (5' 34")
10. Chi mi aiuterà - testo di Ricky Gianco; musica di Eddie e Brian Holland ed Herbert Lamont Dozier; originariamente interpretata da I Ribelli (3' 26")
11. Vent'anni - testo di Giancarlo Bigazzi; musica di Totò Savio ed Enrico Polito; originariamente interpretata da Massimo Ranieri (3' 08")
12. Due re senza corona - testo di Lorella Cerquetti e Massimo Vecchi; musica di Beppe Carletti e Andrea Mei (4' 19")

## Formazione
- Danilo Sacco – voce, chitarra
- Beppe Carletti – tastiere
- Cico Falzone – chitarre
- Massimo Vecchi – basso, voce
- Daniele Campani – batteria
- Sergio Reggioli – violino

## Classifiche
| Classifica | Posizione |
| ---------- | --------- |
| Italia     | 4         |